# Valerie Solanas
Valerie Solanas (9. april 1936 Ventor, New Jersey – 25. april 1988) var en amerikansk feminist og forfatter. Hun skrev SCUM-manifestet, en tekst der tilsyneladende tilskynder kvinder at "vælte regeringen, eliminere pengesystemet, indføre fuldstændig automatisering og destruere det mandlige køn".

## Tidligt liv
Valerie var barn af Louis og Dorothy Solanas. Hendes far Louis misbrugte hende seksuelt. Som 15-årig stak Valerie af hjemmefra med en sømand som hun også fik et barn med. Barnet blev bortadopteret og Valerie og sømandens forhold holdt ikke. På trods af Valeries graviditet formåede hun at afslutte high school, derefter kom hun ind på Univesity of Maryland, hvor hun studerede psykologi. 

## Tiden i New York
Da Valerie var færdig med universitetet rejste hun til New York, hvor hun slog sig ned. Hun hang ud i Greenwich Village og tjente sine penge ved at prostituere sig. Her skrev hun stykket "Up Your Ass" som handler om en mandehadende luder, i den ene af versionerne slår kvinden manden ihjel og i den anden version kvæler en mor sin søn.

## Mødet med Andy Warhol
I 1967 mødtes Valerie Solanas med Andy Warhol i hans studio "the Factory" her gav hun ham sit stykke "Up Your Ass" i hånden og håbede på at han ville opføre det som et teaterstykke. Andy sagde at han ville kigge på det. Samme år skrev Valerie Solanas SCUM manifestet. SCUM er blevet anset for at være et akronym for Society for Cutting Up Men, men er ikke med i bogens manuskript. Nogle måneder efter at Valerie havde givet Andy sit stykke kontaktede hun ham igen, og sagde at hun ville have det tilbage. Andy Warhol sagde, at det var blevet væk, Valerie begyndte at ringe til ham og kræve penge for stykket. Men stykket var ikke til at finde, det var blevet væk i alle Warhols forskellige papirer, og uanset hvad havde han ingen intentioner haft om at opføre hendes stykke. I sommeren i 1967 opførte han et andet stykke kaldet "I, a man", i dette stykke fik Valerie en rolle som trøst for det forsvundne stykke , Valerie fik 25 dollars for at spille med, penge som også var en trøst for dem hun ikke fik for sit stykke. Året efter i 1968 skød hun Andy Warhol, som dog overlevede attentatet. 

## SCUM Manifest
SCUM Manifestet læses af nogle som Valerie Solanas forestilling om en ideel verden, mens andre læsninger tolker teksten som en vred satire over historiske kvindefjendtlige tekster, såsom f.eks. Aristoteles' beskrivelser af kvinder. Endnu i dag står der stor diskussion af teksten og dens tolkningsmåde, hvilket naturligvis kompliceres yderligere af Solanas' attentatforsøg på Warhol, hendes indlysende dårlige mentale helbred, samt det forhold at hun tilsyneladende var opretter og eneste medlem af den gruppe, kaldet 'Society for Cutting Up Men', der skulle stå bag publikationen.  Valerie Solanas har udtalt sig i begge retninger om SCUM-manifestet - både at det var dødsens alvorlig ment, og modsat, at den ikke skulle tages bogstaveligt - mere information kan bl.a. findes i filmen [ I Shot Andy Warhol.
Kritikere af feministisk ideologi mener i teksten at have en 'smoking gun' der tegner feminisme som en fascistoid had-ideologi - en misandrisk tekst. Omvendt er feministiske reaktioner på teksten temmelig forskellige. Generelt kan det siges at de feminister som tager teksten som udtryk for Solanas' reelle holdninger tager afstand fra teksten, mens feminister som abonnerer på fortolkningen af teksten som satire ser den som udtryk for feministisk vrede og politisk indignation.
Det er overvejende svært at finde kilder på feminister som reelt anvender SCUM-manifesto som alvorligt ideologisk program.
SCUM-manifestet er som tekst kontroversiel. Den stiller sig til mandekønnet som en slags 'undermenneske', og kritiserer blandt andet kernefamilien for at isolere kvinderne og udelukkende give dem muligheder for at leve begrænsede og kedelige liv. "Vores samfund er ikke noget fællesskab, men alene en ophobning af isolerede familieenheder, og da manden er fortvivlende usikker og frygter, at hans kvinde skal forlade ham, hvis hun udsættes for andre mænd ... prøver han at isolere hende fra andre mænd og den smule civilisation, der findes. Ergo flytter han hende ud i forstæderne, en samling selvtilstrækkelige par og deres børn. "(udsnit fra SCUM Manifest)
Teksten går ind for fuld automatisering af verden og afskaffelse af pengesystemet, som ses som unødvendigt. "Der er ingen menneskelige grunde til, at der skal findes penge , eller at mennesker skal behøve at arbejde mere end – højst – to til tre timer om ugen. Enhver form for ikkekreativt arbejde (hvad der inkluderer praktisk taget alt arbejde) burde være blevet automatiseret for længst, og i et pengeløst samfund kan alle få det bedste af alt" (udsnit fra SCUM Manifest)

## Bøger
Diskussionen af Solanas' arbejder og deres fortolkning foregår fortsat. 
På dansk er udkommet to bøger om hende:
- Bech, Glenn m. fl. (2021). Manifestationer : litterære reaktioner på Valery Solanas' SCUM Manifest. Aëllo, 1. Johanne Bille, Sidsel Andersen (red.) (1. udgave). Frederiksberg: Harpyie. ISBN 978-87-971968-5-4.
- Stridsberg, Sara (2007). Drømmefakultetet : tilføjelse til seksualteorien (1. udgave). Kbh.: Athene. ISBN 978-87-11-31386-2.

Den 8. marts 2010 udkom SCUM manifesto oversat til dansk::
- Solanas, Valerie (2010). SCUM manifest. Ellen Boen (oversætter) (1. udgave). Kbh.: C&K. ISBN 978-87-92523-33-4.

På engelsk:
- Up your ass – (1966)
- A young girls primer, or how to attain to the leisure class – (1966)
- SCUM manifesto – (1967)